# 가온초등학교
가온초등학교는 대한민국 경기도 파주시에 있는 공립 초등학교이다.

## 연혁
- 2010년 3월 23일 가온초등학교 설립 인가
- 2011년 3월 1일 가온초등학교 개교(8학급, 236명)
- 2011년 3월 1일 초대 최종복 교장 취임
- 2013년 3월 1일 윤송근 교장 취임
- 2014년 2월 14일 제3회 졸업식(64명 졸업)
- 2014년 3월 1일 20학급 편성(특수학급 1 포함, 462명)
- 2015년 3월 1일 33학급 편성(특수학급 1 포함, 944명)